# 13723 Колоколова
13723 Колоколова (13723 Kolokolova) — астероїд головного поясу, відкритий 27 серпня 1998 року.
Тіссеранів параметр щодо Юпітера — 3,314.